# گیرمو کوپولا
گیرمو کوپولا (انگلیسی: Guillermo Coppola؛ زادهٔ ۰ اکتبر ۱۹۴۹) اهالی کسب‌وکار اهل آرژانتین است. این تاجر آرژانتینی در سال ۱۹۴۸ در بوئنوس آیرس متولد شد. او به عنوان مدیر برنامه بیش از ۲۰۰ بازیکن فوتبال کار کرد تا سرانجام مدیر برنامه دیگو مارادونا شد. رابطه او با مارادونا او را به یک شخصیت مشهور تلویزیونی تبدیل کرد. او مجری تلویزیون «Yo, Guillermo» در کانال Canal 5 Noticias است. او زندگینامه‌ای به نام «Guillote» را نوشت که توسط «Planeta» منتشر شد که فقط در عرض ۲ هفته به پرفروش‌ترین‌ها تبدیل شد.